# A Comprehensive Guide to Moderne Rebellion
A Comprehensive Guide to Moderne Rebellion (engl. für Eine umfassende Anleitung zur modernen Rebellion) ist das zweite Studioalbum der US-amerikanischen Melodic-Hardcore/Punkrock-Band Good Riddance. Es erschien im Jahre 1996 über Fat Wreck Chords.

## Entstehung und Hintergrund
Nach der Veröffentlichung des Debütalbums For God and Country verließ der Schlagzeuger Rich McDermott die Band. Er wurde durch Sean Sellers ersetzt. Die Aufnahmen für das Album fanden in den Razor’s Edge Studios in San Francisco statt. Insgesamt wurden 24 Lieder aufgenommen, darunter mit „Come Dancing“ und „Hall of Fame“ zwei Coverversionen aufgenommen. Die Originalinterpreten waren The Kinks bzw. Government Issue. Das Lied „Hall of Fame“ wurde als Hidden track verwendet. Produziert wurde A Comprehensive Guide to Moderne Rebellion von Ryan Greene und der Band.
„Weight of the World“ enthält Ausschnitte aus dem Film Sie leben. Bei „A Credit to His Gender“ tritt Cinder Block, Sängerin der Punkrock-Band Tilt als Gastmusikerin auf. Das Lied „Last Believer“ wurde nach einer Folge der PBS-Dokumentation über den ehemaligen US-Präsidenten Lyndon B. Johnson benannt. Die Band veröffentlichte dieses Lied bereits auf der Debüt-EP Gidget und nahm es für das Album neu auf. Von jedem verkauften Album spendete die Band 0,10 US-Dollar für die Organisation Food not bombs.
Die sechs Lieder, die nicht für das Album verwendet wurden, wurden später auf Split-EPs mit den Bands Reliance, Ignite, Ill Repute und Ensign veröffentlicht.

## Titelliste
| 1. Weight of the World – 2:08 2. Steps – 2:14 3. A Credit to His Gender – 2:46 4. Trophy – 0:35 5. Up & Away – 2:03 6. Last Believer – 2:33 | 1. Static – 2:48 2. Favorite Son – 1:21 3. West End Memorial – 2:29 4. This Is the Light – 3:18 5. Bittersweet – 1:47 6. Token Idiot – 1:38 | 1. Come Dancing – 2:21 2. Lampshade – 1:33 3. Think of Me – 2:08 4. The Sky Is Falling – 0:45 5. Sometimes – 5:47 |

## Rezeption
Laut Andy Hinds von Allmusic ist A Comprehensive Guide to Moderne Rebellion südkalifornischer Hardcore für „den denkenden Punk“. Die Musik wäre aber noch gut genug für diejenigen, die die Texte nicht lesen. Für Hanno Kress vom deutschen Magazin Rock Hard macht das Album mehr Spaß als die Gidget-EP, „weil sie etwas mehr mit der Ursprünglichkeit des amerikanischen Punk zu tun hat“. Kress gab dem Album acht von zehn Punkte.